# Sant'Andrea de Biberatica
Sant'Andrea de Biberatica, även benämnd Sant'Andrea iuxta SS. Apostolorum, var en kyrkobyggnad i Rom, helgad åt aposteln Andreas. Kyrkan var belägen vid dagens Via della Pilotta i Rione Trevi.
Tillnamnet ”Biberatica” åsyftar det antika distriktet Biberatica. Distriktet Biberatica, av latinets bibere, "dricka", fick sitt namn av att det hyste många brunnar och vattenkällor.

## Kyrkans historia
Kyrkans första dokumenterade omnämnande förekommer i biografin över påve Leo III i Liber Pontificalis. Vid kyrkan fanns ett kloster för benediktinnunnor.
Sant'Andrea de Biberatica revs under 1500-talets senare hälft.

## Omnämningar i kyrkoförteckningar
| Katalog                      | År         | Benämning                                        |
| ---------------------------- | ---------- | ------------------------------------------------ |
| Catalogo di Cencio Camerario | 1192       | sco. Andree                                      |
| Il catalogo Parigino         | cirka 1230 | s. Andreas de Veneratica                         |
| Il catalogo di Torino        | cirka 1320 | Monasterium sancti Andree de Biberatica          |
| Il catalogo del Signorili    | cirka 1425 | sci. Andree in Liberatica                        |
| Il catalogo del 1555         | 1555       | S. Andrea prope sanctos Apostolos regione Trevii |